# Paide Linnameeskond
Paide Linnameeskond (også kendt som Paide LM) er en estisk fodboldklub. Klubben har hjemme i Paide.

## Mesterskaber
- Cup (Eesti Karikas)
  - Andenplads (1): 2014-15

## Historiske slutplaceringer
| Sæson | Niveau | Liga         | Placering | Kilde  |
| ----- | ------ | ------------ | --------- | ------ |
| 2009  | 1.     | Meistriliiga | 9.        | [ 1 ]  |
| 2010  | 1.     | Meistriliiga | 8.        | [ 2 ]  |
| 2011  | 1.     | Meistriliiga | 6.        | [ 3 ]  |
| 2012  | 1.     | Meistriliiga | 6.        | [ 4 ]  |
| 2013  | 1.     | Meistriliiga | 5.        | [ 5 ]  |
| 2014  | 1.     | Meistriliiga | 6.        | [ 6 ]  |
| 2015  | 1.     | Meistriliiga | 7.        | [ 7 ]  |
| 2016  | 1.     | Meistriliiga | 6.        | [ 8 ]  |
| 2017  | 1.     | Meistriliiga | 6.        | [ 9 ]  |
| 2018  | 1.     | Meistriliiga | 5.        | [ 10 ] |
| 2019  | 1.     | Meistriliiga | 4.        | [ 11 ] |
| 2020  | 1.     | Meistriliiga | 2.        |        |
| 2021  | 1.     | Meistriliiga | 3.        |        |
| 2022  | 1.     | Meistriliiga | 3.        |        |
| 2023  | 1.     | Meistriliiga | 4.        |        |
| 2024  | 1.     | Meistriliiga | 3.        |        |

## Klubfarver
| PAIDE LM | PAIDE LM |

## Nuværende trup
Pr. 21. marts 2024.
| Nr. | Land     | Position | Spiller                |
| --- | -------- | -------- | ---------------------- |
| 1   | Estland  | MM       | Mihkel Aksalu          |
| 5   | Estland  | FO       | Gerdo Juhkam           |
| 6   | Estland  | MI       | Patrik Kristal         |
| 7   | Estland  | MI       | Herol Riiberg          |
| 9   | Estland  | AN       | Kristofer Piht         |
| 10  | Estland  | MI       | Andre Frolov (Anfører) |
| 12  | Ghana    | FO       | Abdul Yusif            |
| 11  | Cameroun | AN       | Ngu Abega Enyang       |
| 15  | Estland  | FO       | Hindrek Ojamaa         |
| 16  | Serbien  | MI       | Predrag Medic          |
| 17  | Estland  | MI       | Dimitri Jepihhin       |
| 19  | Estland  | AN       | Siim Luts              |
| 4   | Estland  | FO       | Robin Kane             |
| 23  | Estland  | MI       | Silver Alex Kelder     |

| Nr. | Land    | Position | Spiller           |
| --- | ------- | -------- | ----------------- |
| 24  | Holland | FO       | Dehninio Muringen |
| 8   | Estland | AN       | Henrik Ojamaa     |
| 27  | Estland | FO       | Nikita Baranov    |
| 28  | Estland | MI       | Oskar Hoim        |
| 29  | Estland | FO       | Joseph Saliste    |
| 30  | Gambia  | MI       | Alieu Gibba       |
| 14  | Estland | AN       | Robi Saarma       |
| 33  | Estland | FO       | Karl Mööl         |
| 41  | Estland | AN       | Daniel Luts       |
| 56  | Estland | MM       | Mattias sapp      |
| 80  | Ghana   | AN       | Thomas Agyepong   |
| 99  | Gambia  | MM       | Ebrima Jarju      |